# Radoslav I. Babonić
Radoslav I. Babonić († o. 1295.), hrvatski velikaš, gorički knez i slavonski ban iz velikaške obitelji Babonić.
Otac mu je bio gorički knez Baboneg I., a stariji brat knez Stjepan III. Babonić († o. 1295.). Braća Radoslav I. i Stjepan III. bili su predvodnici čitave obitelji Babonića. Sukobljavali su se oko prvenstva u Slavoniji s velikaškim obiteljima Gut-Keledima i Gisingovcima. Godine 1278. braća Radoslav i Stjepan izmirili su se s Gut-Keledima i Gisingovcima, a 1280. godine ponovno su se izmirili s Gisingovcima u Ozlju, posredovanjem kralja Ladislava IV. (1272. – 1290.).
Potkraj 13. stoljeća Radoslav I. i Stjepan III. nastojali su steći nasljednu bansku čast. Oba brata su se izmijenjivala na položaju slavonskog bana. Poslije smrti kralja Ladislava IV. 1290. godine, braća Babonići su obnašala bansku čast istodobno s Gisingovcima. U međuvremenu su se posvađala i sama braća Radoslav i Stjepan među sobom, a sukob su okončali 1294. godine. Za vrijeme nestabilne vladavine kralja Andrije III. (1290. – 1301.), posljednjeg Arpadovići, Radoslav je balansirao između budimskog i napuljskog dvora, nastojeći dobiti što više privilegija, naslova i imanja za obitelji. S druge strane, njegov je brat Stjepan čvršće stao uz kralja Andriju III. Obojica braće dobila su niz privilegija, uz priznanje nasljedne banske časti od kralja Andrije III., te napuljskog kralja Karla II., njegova sina Karla Martela te Karla I. Roberta. Uskoro nakon toga, oba brata nestaju iz izvora i vjeruje se da su u to vrijeme obojica umrla.
Budući da Radoslav I. vjerojatno nije ostavio potomstva, a Stjepanovi su sinovi vjerojatno bili još maloljetni, vodstvo u obitelji Babonića prešlo je na sinove njihova strica Babonega II.

## Vanjske poveznice
- Babonići Hrvatska enciklopedija